# Acalypha erubescens
Acalypha erubescens är en törelväxtart som beskrevs av Benjamin Lincoln Robinson och Jesse More Greenman. Acalypha erubescens ingår i släktet akalyfor, och familjen törelväxter. Inga underarter finns listade i Catalogue of Life.